# جرد لتو
جرد جوزف لتو (انگلیسی: Jared Joseph Leto؛ زادهٔ ۲۶ دسامبر ۱۹۷۱) بازیگر و موسیقی‌دان آمریکایی است. او حرفه‌اش را در اوایل دههٔ ۱۹۹۰ با حضور در تلویزیون آغاز کرد و برای بازی در مجموعهٔ تلویزیونی به اصطلاح زندگی من (۱۹۹۴) شناخته شد. فعالیت او در سینما با فیلم چطور یک لحاف آمریکایی را می‌سازند (۱۹۹۵) آغاز شد و برای نقش‌آفرینی در فیلم زندگی‌نامه‌ای پرفونتین (۱۹۹۷) تحسین شد.
لتو در فیلم‌های خط باریک سرخ (۱۹۹۸)، باشگاه مبارزه (۱۹۹۹)، دختر، ازهم‌گسیخته (۱۹۹۹) و روانی آمریکایی (۲۰۰۰) در نقش مکمل حضور داشت و نقش اصلی فیلم اسلشر افسانه محلی (۱۹۹۸) را ایفا کرد. او در سال ۲۰۰۰ برای بازی در نقش یک فرد معتاد به هروئین در درام روان‌شناختی مرثیه‌ای بر یک رؤیا مورد تحسین منتقدان قرار گرفت. مدتی بعد روی حرفهٔ موسیقی تمرکز کرد و با فیلم‌های اتاق پناهگاه (۲۰۰۲)، اسکندر (۲۰۰۴)، ارباب جنگ (۲۰۰۵)، قلب‌های تنها (۲۰۰۶)، فصل ۲۷ (۲۰۰۷) و آقای نوبادی (۲۰۰۹) به بازیگری بازگشت. عملکرد او در نقش یک زن ترنس در باشگاه خریداران دالاس (۲۰۱۳) برایش جوایز اسکار، گلدن گلوب و انجمن بازیگران فیلم در رشتهٔ بهترین بازیگر نقش مکمل را به همراه داشت.
لتو در سال ۲۰۱۶ نقش جوکر را در فیلم ابرقهرمانی جوخهٔ انتحار ایفا کرد و سپس در فیلم علمی تخیلی بلید رانر ۲۰۴۹ (۲۰۱۷) ساختهٔ دنی ویلنوو ظاهر شد. او در سال ۲۰۲۱ در فیلم تریلر چیزهای کوچک ایفای نقش کرد که برایش نامزد دریافت جایزهٔ گلدن گلوب و انجمن بازیگران فیلم در رشتهٔ بهترین بازیگر نقش مکمل مرد شد. لتو در سال ۲۰۲۱ پائولو گوچی را در فیلم زندگی‌نامه‌ای و جنایی خانه مد گوچی ساختهٔ ریدلی اسکات به تصویر کشید و نقش موربیوس، خون‌آشام زنده را در فیلم ابرقهرمانی موربیوس (۲۰۲۲) ایفا کرد.
لتو خوانندهٔ اصلی، نوازندهٔ و ترانه‌نویس گروه موسیقی ترتی سکندز تو مارس است که آن را با برادرش شنن لتو تشکیل داده‌است. اولین آلبومشان با عنوان ترتی سکندز تو مارس (۲۰۰۲) با نقدهای مطلوبی همراه بود. این گروه با انتشار دومین آلبوم خود با عنوان یک دروغ زیبا (۲۰۰۵) به شهرت جهانی دست یافت. آلبوم‌های بعدی آن‌ها، این جنگ است (۲۰۰۹)، عشق، هوس، ایمان و رؤیاها (۲۰۱۳) و آمریکا (۲۰۱۸) به موفقیت بیشتری دست یافت. تا سپتامبر ۲۰۱۴، بیش از ۱۵ میلیون آلبوم از این گروه در جهان به فروش رفته‌است.

## زندگی
جرد لتو در ۲۶ دسامبر ۱۹۷۱ در ایالت لوئیزیانای ایالات متحده آمریکا متولد شد، پدربزرگش اصالتاً از اسپانیایی‌های لوئیزیانا بود، مادرش کنستانت یک عکاس است، او همچنین دو برادر ناتنی از ازدواج دوم پدرش داراست، در سال‌های ۱۹۹۶ و ۱۹۹۷ لتو دو بار به‌عنوان یکی از پنجاه چهرهٔ زیبای جهان در مجلهٔ پیپل انتخاب شد.